# Siojacha
Siojacha (ros. Сёяха) – wieś (sieło) w Rosji, w Jamalsko-Nienieckim Okręgu Autonomicznym, w rejonie jamalskim. W 2021 liczyła 2612 mieszkańców, głównie Nieńców.